# Klaus Francke

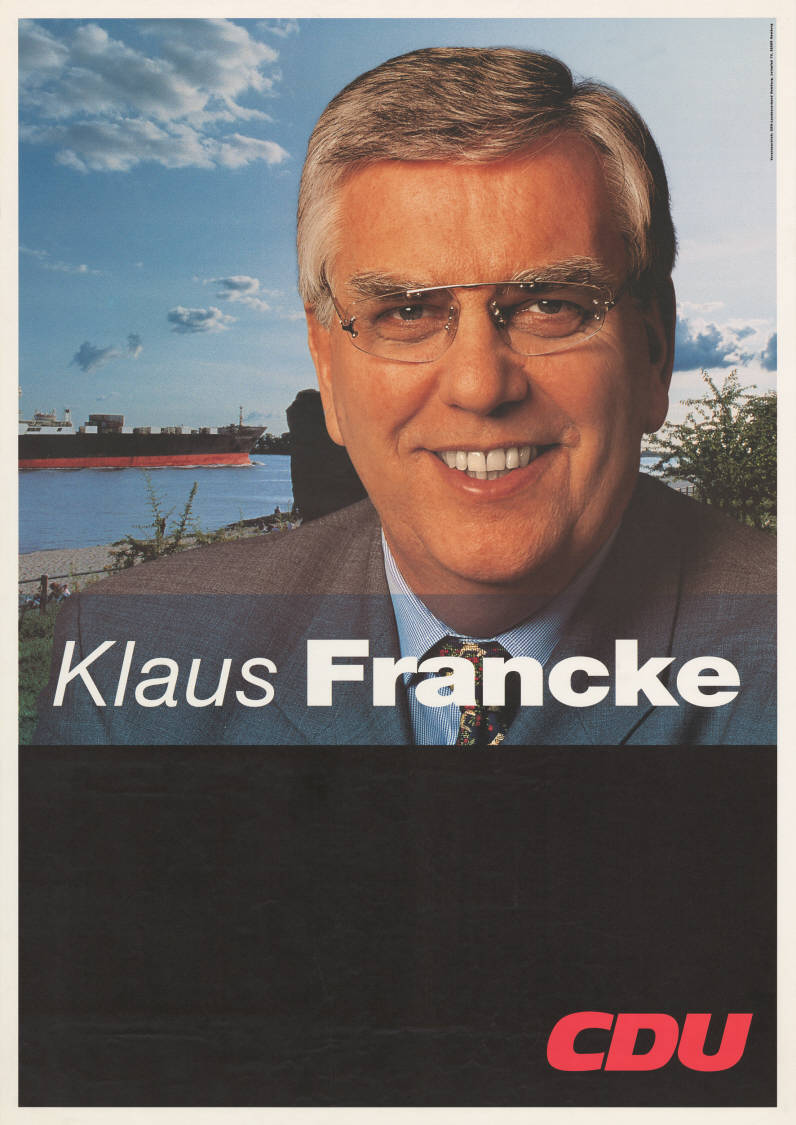
Kandidatenplakat Klaus Franckes zur Bundestagswahl 1998

Klaus Francke (* 17. Juli 1936 in Hamburg; † 28. Juni 2020) war ein deutscher Politiker (CDU) und Abgeordneter des Deutschen Bundestages.

## Leben
Francke, der evangelischen Glaubens war, absolvierte nach der Mittleren Reife eine Lehre im Groß- und Außenhandel und erlangte 1958 seinen Kaufmannsgehilfenbrief. Seit 1958 arbeitete er als kaufmännischer Angestellter in der Mineralölbranche. Seit 1971 war er Referent bei der Deutschen BP in Hamburg. Klaus Francke war Vater von drei Kindern.
Er war Präsident der Deutsch-Rumänischen Gesellschaft für Norddeutschland, Stellvertretender Vorsitzender des Deutsch-Bulgarischen Forums und von 1999 bis 2008 auch Vorsitzender des Aufsichtsrates der PR-Agentur Industrie-Contact AG.
Francke war seit 1977 1. Vorsitzender des Vereins Rettet die Deichstrasse e. V. und seit 2005 auch des Vereins Förderkreis Mahnmal St. Nikolai e. V. in Hamburg. In Berlin war er Vorsitzender des Fördervereins Invalidenfriedhof e. V.

## Politik
Francke trat 1956 der Jungen Union und der CDU bei, von 1964 bis 1989 war er Kreisvorsitzender des CDU-Kreisverbandes Hamburg-Wandsbek und Mitglied des Landesvorstandes. Von 1966 bis 1978 war er Mitglied der Hamburger Bürgerschaft und des Fraktionsvorstandes. Von 1966 bis 1976 gehörte er zeitgleich auch der Bezirksversammlung Wandsbek an. Er war von 1976 bis 1998 Abgeordneter des Deutschen Bundestages. Am 7. November 2001 rückte er nochmals für Gunnar Uldall, der zum Hamburger Wirtschaftssenator berufen worden war, in das Parlament nach, wo er bis September 2002 blieb. In der Nordatlantischen Versammlung leitete er von 1990 bis 1998 die deutsche Delegation.

## Auszeichnungen
- 1988: Bundesverdienstkreuz am Bande
- 2016: Biermann-Ratjen-Medaille[12]